# Censo dos Estados Unidos de 1830
O Censo dos Estados Unidos de 1830, o quinto censo realizado nos Estados Unidos, foi realizado em 1 de junho de 1830. A única perda de registros censitários de 1830 envolveu algumas perdas em todo o condado em Massachusetts, Maryland e Mississippi.
Determinou a população dos 24 estados a ser 12.866.020, dos quais 2.009.043 eram escravos. 

## População por estado
| Ranking | Estado               | População |
| ------- | -------------------- | --------- |
| 01      | Nova Iorque          | 1,918,608 |
| 02      | Pensilvânia          | 1,348,233 |
| 03      | Virgínia             | 1,044,054 |
| 04      | Ohio                 | 937,903   |
| 05      | Carolina do Norte    | 737,987   |
| 06      | Kentucky             | 687,917   |
| 07      | Tennessee            | 681,904   |
| 08      | Massachusetts        | 610,408   |
| 09      | Carolina do Sul      | 581,185   |
| 10      | Geórgia              | 516,823   |
| 11      | Maryland             | 447,040   |
| 12      | Maine                | 399,455   |
| 13      | Indiana              | 343,031   |
| 14      | Nova Jérsia          | 320,823   |
| 15      | Alabama              | 309,527   |
| 16      | Connecticut          | 297,675   |
| 17      | Vermont              | 280,652   |
| 18      | Nova Hampshire       | 269,328   |
| 19      | Luisiana             | 215,739   |
| X       | Virgínia Ocidental   | 176,924   |
| 20      | Illinois             | 157,445   |
| 21      | Missouri             | 140,455   |
| 22      | Mississippi          | 136,621   |
| 23      | Rhode Island         | 97,199    |
| 24      | Delaware             | 76,748    |
| X       | Flórida              | 34,730    |
| X       | Arkansas             | 30,388    |
| X       | Distrito de Columbia | 30,261    |
| X       | Michigan             | 28,004    |
| X       | Wisconsin            | 3,635     |

## População por cidade
| Ranking | Cidade             | Estado               | População | Região       |
| ------- | ------------------ | -------------------- | --------- | ------------ |
| 01      | Nova Iorque        | Nova Iorque          | 202,589   | Nordeste     |
| 02      | Baltimore          | Maryland             | 80,620    | Sul          |
| 03      | Filadélfia         | Pensilvânia          | 80,462    | Nordeste     |
| 04      | Boston             | Massachusetts        | 61,392    | Nordeste     |
| 05      | Nova Orleães       | Luisiana             | 46,082    | Sul          |
| 06      | Charleston         | Carolina do Sul      | 30,289    | Sul          |
| 07      | Northern Liberties | Pensilvânia          | 28,872    | Nordeste     |
| 08      | Cincinnati         | Ohio                 | 24,831    | Centro-Oeste |
| 09      | Albany             | Nova Iorque          | 24,209    | Nordeste     |
| 10      | Southwark          | Pensilvânia          | 20,581    | Nordeste     |
| 11      | Washington         | Distrito de Columbia | 18,826    | Sul          |
| 12      | Providence         | Rhode Island         | 16,833    | Nordeste     |
| 13      | Richmond           | Virgínia             | 16,060    | Sul          |
| 14      | Salem              | Massachusetts        | 13,895    | Nordeste     |
| 15      | Kensington         | Pensilvânia          | 13,394    | Nordeste     |
| 16      | Portland           | Maine                | 12,598    | Nordeste     |
| 17      | Pittsburgh         | Pensilvânia          | 12,568    | Nordeste     |
| 18      | Brooklyn           | Nova Iorque          | 12,406    | Nordeste     |
| 19      | Troy               | Nova Iorque          | 11,556    | Nordeste     |
| 20      | Spring Garden      | Pensilvânia          | 11,140    | Nordeste     |
| 21      | Newark             | Nova Jérsia          | 10,953    | Nordeste     |
| 22      | Louisville         | Kentucky             | 10,341    | Sul          |
| 23      | New Haven          | Connecticut          | 10,180    | Nordeste     |
| 24      | Norfolk            | Virgínia             | 9,814     | Sul          |
| 25      | Rochester          | Nova Iorque          | 9,207     | Nordeste     |
| 26      | Charlestown        | Massachusetts        | 8,783     | Nordeste     |
| 27      | Buffalo            | Nova Iorque          | 8,668     | Nordeste     |
| 28      | Georgetown         | Distrito de Columbia | 8,441     | Sul          |
| 29      | Utica              | Nova Iorque          | 8,323     | Nordeste     |
| 30      | Petersburg         | Virgínia             | 8,322     | Sul          |
| 31      | Alexandria         | Distrito de Columbia | 8,241     | Sul          |
| 32      | Portsmouth         | Nova Hampshire       | 8,026     | Nordeste     |
| 33      | Newport            | Rhode Island         | 8,010     | Nordeste     |
| 34      | Lancaster          | Pensilvânia          | 7,704     | Nordeste     |
| 35      | New Bedford        | Massachusetts        | 7,592     | Nordeste     |
| 36      | Gloucester         | Massachusetts        | 7,510     | Nordeste     |
| 37      | Savannah           | Geórgia              | 7,303     | Sul          |
| 38      | Nantucket          | Massachusetts        | 7,202     | Nordeste     |
| 39      | Hartford           | Connecticut          | 7,074     | Nordeste     |
| 40      | Moyamensing        | Pensilvânia          | 6,822     | Nordeste     |
| 41      | Springfield        | Massachusetts        | 6,784     | Nordeste     |
| 42      | Augusta            | Geórgia              | 6,710     | Sul          |
| 43      | Lowell             | Massachusetts        | 6,474     | Nordeste     |
| 44      | Newburyport        | Massachusetts        | 6,375     | Nordeste     |
| 45      | Lynn               | Massachusetts        | 6,138     | Nordeste     |
| 46      | Cambridge          | Massachusetts        | 6,072     | Nordeste     |
| 47      | Taunton            | Massachusetts        | 6,042     | Nordeste     |
| 48      | Lexington          | Kentucky             | 6,026     | Sul          |
| 49      | Reading            | Pensilvânia          | 5,856     | Nordeste     |
| 50      | Nashville          | Tennessee            | 5,566     | Sul          |
| 51      | Warwick            | Rhode Island         | 5,529     | Nordeste     |
| 52      | Dover              | Nova Hampshire       | 5,449     | Nordeste     |
| 53      | Hudson             | Nova Iorque          | 5,392     | Nordeste     |
| 54      | Roxbury            | Massachusetts        | 5,247     | Nordeste     |
| 55      | Marblehead         | Massachusetts        | 5,149     | Nordeste     |
| 56      | Middleborough      | Massachusetts        | 5,008     | Nordeste     |
| 57      | St. Louis          | Missouri             | 4,977     | Centro-Oeste |
| 58      | Plymouth           | Massachusetts        | 4,758     | Nordeste     |
| 59      | Lynchburg          | Virgínia             | 4,630     | Sul          |
| 60      | Andover            | Massachusetts        | 4,530     | Nordeste     |
| 61      | Frederick          | Maryland             | 4,427     | Sul          |
| 62      | New London         | Connecticut          | 4,335     | Nordeste     |
| 63      | Harrisburg         | Pensilvânia          | 4,312     | Nordeste     |
| 64      | Schenectady        | Nova Iorque          | 4,268     | Nordeste     |
| 65      | Danvers            | Massachusetts        | 4,228     | Nordeste     |
| 66      | York               | Pensilvânia          | 4,216     | Nordeste     |
| 67      | Worcester          | Massachusetts        | 4,173     | Nordeste     |
| 68      | Fall River         | Massachusetts        | 4,158     | Nordeste     |
| 69      | Dorchester         | Massachusetts        | 4,074     | Nordeste     |
| 70      | Beverly            | Massachusetts        | 4,073     | Nordeste     |
| 71      | Trenton            | Nova Jérsia          | 3,925     | Nordeste     |
| 72      | New Bern           | Carolina do Norte    | 3,796     | Sul          |
| 73      | Wilmington         | Carolina do Norte    | 3,791     | Sul          |
| 74      | Carlisle           | Pensilvânia          | 3,707     | Nordeste     |
| 75      | Easton             | Pensilvânia          | 3,529     | Nordeste     |
| 76      | Elizabeth          | Nova Jérsia          | 3,455     | Nordeste     |
| 77      | Hagerstown         | Maryland             | 4,427     | Sul          |
| 78      | Colúmbia           | Carolina do Sul      | 3,310     | Sul          |
| 79      | Fredericksburg     | Virgínia             | 3,308     | Sul          |
| 80      | Mobile             | Alabama              | 3,194     | Sul          |
| 81      | Norwich            | Connecticut          | 3,135     | Nordeste     |
| 82      | Middletown         | Connecticut          | 3,123     | Nordeste     |
| 83      | Zanesville         | Ohio                 | 3,094     | Centro-Oeste |
| 84      | Dayton             | Ohio                 | 2,950     | Centro-Oeste |
| 85      | Steubenville       | Ohio                 | 2,937     | Centro-Oeste |
| 86      | Fayetteville       | Carolina do Norte    | 2,868     | Sul          |
| 87      | Chillicothe        | Ohio                 | 2,846     | Centro-Oeste |
| 88      | Allegheny          | Pensilvânia          | 2,801     | Nordeste     |
| 89      | Natchez            | Mississippi          | 2,789     | Sul          |
| 90      | Annapolis          | Maryland             | 2,623     | Sul          |